# Abierto Mexicano de Tenis 2014 - Qualificazioni singolare femminile
Le qualificazioni del singolare femminile dell'Abierto Mexicano de Tenis 2014 sono state un torneo di tennis preliminare per accedere alla fase finale della manifestazione. I vincitori dell'ultimo turno sono entrati di diritto nel tabellone principale. In caso di ritiro di uno o più giocatori aventi diritto a questi sono subentrati i lucky loser, ossia i giocatori che hanno perso nell'ultimo turno ma che avevano una classifica più alta rispetto agli altri partecipanti che avevano comunque perso nel turno finale.

## Giocatrici

### Teste di serie
1. Madison Keys (qualificata)
2. Lauren Davis (secondo turno)
3. Petra Cetkovská (ritirata)
4. Sharon Fichman (qualificata)

1. Coco Vandeweghe (primo turno)
2. Anna Tatišvili (primo turno)
3. Vesna Dolonc (primo turno, ritirata)
4. Shelby Rogers (secondo turno)
5. Johanna Konta (secondo turno)

### Qualificate
1. Madison Keys
2. Ashleigh Barty

1. Victoria Duval
2. Sharon Fichman

### Lucky Loser
1. Lara Arruabarrena Vecino

1. Lesja Curenko

## Tabellone qualificazioni

### 1ª sezione
|  | Primo turno              | Primo turno              | Primo turno              | Primo turno | Primo turno |  |  | Secondo turno            | Secondo turno            | Secondo turno    | Secondo turno            | Secondo turno            |   |   | Ultimo turno | Ultimo turno | Ultimo turno | Ultimo turno | Ultimo turno |  |
|  |                          |                          |                          |             |             |  |  |                          |                          |                  |                          |                          |   |   |              |              |              |              |              |  |
|  | 1                        | Madison Keys             | Madison Keys             | 6           | 6           |  |  |                          |                          |                  |                          |                          |   |   |              |              |              |              |              |  |
|  | WC                       | Victoria Rodríguez       | Victoria Rodríguez       | 0           | 2           |  |  | 1                        | Madison Keys             | Madison Keys     | 6                        | 7                        |   |   |              |              |              |              |              |  |
|  | Alisa Klejbanova         | Alisa Klejbanova         | Alisa Klejbanova         | 7           | 6           |  |  |                          | Alisa Klejbanova         | Alisa Klejbanova | 4                        | 62                       |   |   |              |              |              |              |              |  |
|  | Sachia Vickery           | Sachia Vickery           | Sachia Vickery           | 63          | 1           |  |  |                          |                          |                  |                          |                          |   |   | 1            | Madison Keys | Madison Keys | 6            | 6            |  |
|  | Lara Arruabarrena Vecino | Lara Arruabarrena Vecino | Lara Arruabarrena Vecino | 6           | 6           |  |  |                          |                          |                  | Lara Arruabarrena Vecino | Lara Arruabarrena Vecino | 1 | 0 |              |              |              |              |              |  |
|  | Gabriela Dabrowski       | Gabriela Dabrowski       | Gabriela Dabrowski       | 2           | 1           |  |  | Lara Arruabarrena Vecino | Lara Arruabarrena Vecino | 6                | 5                        | 6                        |   |   |              |              |              |              |              |  |
|  |                          | Risa Ozaki               | 2                        | 6           | 7           |  |  | Risa Ozaki               | Risa Ozaki               | 2                | 7                        | 2                        |   |   |              |              |              |              |              |  |
|  | 5                        | Coco Vandeweghe          | 6                        | 3           | 5           |  |  |                          |                          |                  |                          |                          |   |   |              |              |              |              |              |  |

### 2ª sezione
|  | Primo turno   | Primo turno    | Primo turno    | Primo turno | Primo turno |  |  | Secondo turno | Secondo turno  | Secondo turno | Secondo turno | Secondo turno |   |   | Ultimo turno   | Ultimo turno   | Ultimo turno   | Ultimo turno | Ultimo turno |  |
|  |               |                |                |             |             |  |  |               |                |               |               |               |   |   |                |                |                |              |              |  |
|  | 2             | Lauren Davis   | Lauren Davis   | 6           | 6           |  |  |               |                |               |               |               |   |   |                |                |                |              |              |  |
|  | WC            | Ximena Hermoso | Ximena Hermoso | 1           | 3           |  |  | 2             | Lauren Davis   | 6             | 3             | 5             |   |   |                |                |                |              |              |  |
|  | WC            | Naomi Ōsaka    | Naomi Ōsaka    | 2           | 4           |  |  |               | Ashleigh Barty | 2             | 6             | 7             |   |   |                |                |                |              |              |  |
|  |               | Ashleigh Barty | Ashleigh Barty | 6           | 6           |  |  |               |                |               |               |               |   |   | Ashleigh Barty | Ashleigh Barty | Ashleigh Barty | 6            | 6            |  |
|  | Maria Sanchez | Maria Sanchez  | Maria Sanchez  | 3           | 4           |  |  |               |                | Lesja Curenko | Lesja Curenko | Lesja Curenko | 0 | 2 |                |                |                |              |              |  |
|  | Lesja Curenko | Lesja Curenko  | Lesja Curenko  | 6           | 6           |  |  | Lesja Curenko | Lesja Curenko  | Lesja Curenko | 6             | 6             |   |   |                |                |                |              |              |  |
|  |               | Irina Falconi  | 6              | 3           |             |  |  | Irina Falconi | Irina Falconi  | Irina Falconi | 0             | 1             |   |   |                |                |                |              |              |  |
|  | 7             | Vesna Dolonc   | 4              | 2           | r           |  |  |               |                |               |               |               |   |   |                |                |                |              |              |  |

### 3ª sezione
|  | Primo turno     | Primo turno      | Primo turno      | Primo turno | Primo turno |  |  | Secondo turno | Secondo turno  | Secondo turno  | Secondo turno  | Secondo turno |   |   | Ultimo turno   | Ultimo turno   | Ultimo turno | Ultimo turno | Ultimo turno |  |
|  |                 |                  |                  |             |             |  |  |               |                |                |                |               |   |   |                |                |              |              |              |  |
|  | 9               | Johanna Konta    | Johanna Konta    | 6           | 6           |  |  |               |                |                |                |               |   |   |                |                |              |              |              |  |
|  |                 | Maryna Zanevs'ka | Maryna Zanevs'ka | 0           | 1           |  |  | 9             | Johanna Konta  | 7              | 4              | 1             |   |   |                |                |              |              |              |  |
|  | Belinda Bencic  | Belinda Bencic   | 3                | 79          | 6           |  |  |               | Belinda Bencic | 5              | 6              | 6             |   |   |                |                |              |              |              |  |
|  | Olivia Rogowska | Olivia Rogowska  | 6                | 67          | 3           |  |  |               |                |                |                |               |   |   | Belinda Bencic | Belinda Bencic | 7            | 0            | 65           |  |
|  | Heather Watson  | Heather Watson   | Heather Watson   | 2           | 1r          |  |  |               |                | Victoria Duval | Victoria Duval | 68            | 6 | 7 |                |                |              |              |              |  |
|  | Victoria Duval  | Victoria Duval   | Victoria Duval   | 6           | 2           |  |  |               | Victoria Duval | Victoria Duval | 7              | 6             |   |   |                |                |              |              |              |  |
|  | Alt             | Amandine Hesse   | Amandine Hesse   | 6           | 7           |  |  | Alt           | Amandine Hesse | Amandine Hesse | 62             | 4             |   |   |                |                |              |              |              |  |
|  | 6               | Anna Tatišvili   | Anna Tatišvili   | 2           | 62          |  |  |               |                |                |                |               |   |   |                |                |              |              |              |  |

### 4ª sezione
|  | Primo turno            | Primo turno            | Primo turno            | Primo turno | Primo turno |  |  | Secondo turno | Secondo turno   | Secondo turno   | Secondo turno | Secondo turno |   |   | Ultimo turno | Ultimo turno   | Ultimo turno | Ultimo turno | Ultimo turno |  |
|  |                        |                        |                        |             |             |  |  |               |                 |                 |               |               |   |   |              |                |              |              |              |  |
|  | 4                      | Sharon Fichman         | Sharon Fichman         | 6           | 6           |  |  |               |                 |                 |               |               |   |   |              |                |              |              |              |  |
|  |                        | Sachie Ishizu          | Sachie Ishizu          | 1           | 4           |  |  | 4             | Sharon Fichman  | Sharon Fichman  | 6             | 6             |   |   |              |                |              |              |              |  |
|  | Madison Brengle        | Madison Brengle        | Madison Brengle        | 6           | 6           |  |  |               | Madison Brengle | Madison Brengle | 1             | 0             |   |   |              |                |              |              |              |  |
|  | Stéphanie Foretz Gacon | Stéphanie Foretz Gacon | Stéphanie Foretz Gacon | 3           | 1           |  |  |               |                 |                 |               |               |   |   | 4            | Sharon Fichman | 6            | 4            | 6            |  |
|  | Julija Putinceva       | Julija Putinceva       | Julija Putinceva       | 5           | 2           |  |  |               |                 |                 | Allie Kiick   | 1             | 6 | 1 |              |                |              |              |              |  |
|  | Allie Kiick            | Allie Kiick            | Allie Kiick            | 7           | 6           |  |  |               | Allie Kiick     | 2               | 7             | 6             |   |   |              |                |              |              |              |  |
|  |                        | Mathilde Johansson     | Mathilde Johansson     | 64          | 5           |  |  | 8             | Shelby Rogers   | 6               | 5             | 4             |   |   |              |                |              |              |              |  |
|  | 8                      | Shelby Rogers          | Shelby Rogers          | 7           | 7           |  |  |               |                 |                 |               |               |   |   |              |                |              |              |              |  |